# Berkshire
Berkshire ([ˈbɑːkʃə] sau [ˈbɑːkʃɪə]) este un comitat ceremonial în Anglia.

## Orașe
- Ascot
- Bracknell
- Crowthorne
- Earley
- Eton
- Hungerford
- Maidenhead
- Newbury
- Reading
- Sandhurst
- Slough
- Thatcham
- Windsor
- Wokingham

1. ↑   http://ons.maps.arcgis.com/home/item.html?id=a79de233ad254a6d9f76298e666abb2b Lipsește sau este vid: |title= (ajutor)